# Diadegma obscurum
Diadegma obscurum là một loài tò vò trong họ Ichneumonidae.